# Katrin Taseva
Katrin Yankova Taseva, née le 24 novembre 1997 à Samokov, est une gymnaste rythmique bulgare. 

## Palmarès

### Championnats du monde
- Sofia 2018
  -  Médaille d'argent par équipe.

### Championnats d'Europe
- Bakou 2019
  -  Médaille de bronze par équipe.
- Budapest 2017
  -  Médaille d'argent au ruban.
  -  Médaille de bronze par équipe.

### Jeux européens
- Bakou 2019
  -  Médaille d'argent au ballon.
  -  Médaille de bronze au ruban.